# Huân chương Bảo quốc (Hàn Quốc)
Huân chương bảo quốc (Hangul: 보국훈장) là loại huân chương của Hàn Quốc, được tổng thống Đại Hàn Dân Quốc trao cho những công lao xuất sắc đối với an ninh quốc gia

## Các hạng
The order is divided into five grades.
| Hạng      | Tên                                      | Ruy băng |
| --------- | ---------------------------------------- | -------- |
| Hạng nhất | Huân chương Thống nhất (통일장 - 統一章) |          |
| Hạng nhì  | Huân chương Quốc tiên (국선장 - 国仙章)  |          |
| Hạng ba   | Huân chương Thiên thụ (천수장 - 天授章)  |          |
| Hạng bốn  | Huân chương Tam nhất (삼일장 - 三一章)   |          |
| Hạng năm  | Huân chương Qung phục (광복장 - 光復章)  |          |